# Розіграш (оповідання)
«Розіграш» (англ. The Hazing) — науково-фантастичне оповідання американського письменника Айзека Азімова, вперше опубліковане у жовтні 1942 року журналом Thrilling Wonder Stories. Увійшло до збірки «Ранній Азімов» (1972).
Разом з оповіданнями Homo Sol та Уявні величини утворює трилогію «Homo Sol», яка розповідає про Галактичну Федерацію гуманоїдних рас у якій психологія розвинена до рівня точної науки і на ній тримається уся політика Федерації. Тому видатні психологи займають провідну роль у суспільстві.

## Сюжет
Через кілька років після приєднання землян (раси Homo Sol) до Галактичної Федерації, група студентів з Землі прибуває на навчання в університет Арктура. Незабаром після цього, для розіграшу, їх викрадають старшокурсники і залишають на планеті із первісними племенами однієї з гуманоїдних рас, що знаходиться в карантині, поки вони не розвинуться до подорожей через гіперпростір. Згідно з психологією Федерації, студенти повинні панікувати через свій стан. Проте, за рахунок використання «примітивної» психології, земляни видають себе за богів перед тубільцями. Після повернення викрадачів, тубільці їх захоплюють і хочуть стратити, але землянам вдається врятувати всіх.